# Carl-Edvard Sturkell
Carl-Edvard Sturkell, född 2 november 1924 i Katrineholm, död där 8 december 2022, var en svensk jurist som var lagman i Katrineholms tingsrätt från 1974 till 1989.
Sturkell blev juris kandidat vid Uppsala universitet 1951 och genomförde sin tingstjänstgöring 1951–1954 innan han blev fiskal i Svea hovrätt 1955, där han senare 1973 blev hovrättsråd. Han tjänstgjorde i socialdepartementet 1962–1974. Han var lagman i Katrineholms tingsrätt 1974–1989 och tjänstgjorde därefter som utredare.
Sturkell var son till bankkassör Gunnar Sturkell och hans maka Sigrid, född Tillander. Han var gift från 1953 med Birgitta, juris kandidat, född Ramstedt 1929, dotter till häradshövding Gunnar Ramstedt och advokat Ingegerd, född Montelius.